# خنده‌های آتوسا
خنده‌های آتوسا فیلمی به کارگردانی و نویسندگی علیرضا فرید و تهیه‌کنندگی امیر پورکیان محصول سال ۱۳۹۳ است.
این فیلم در تاریخ ۸ اردیبهشت ۱۳۹۵ در سینماهای ایران اکران شده است.

## داستان
فیلم روایتگر ماجرای مسافران یک قطار است که همگی عازم استانبول هستند.

## بازیگران
- باران کوثری
- پژمان بازغی
- بهار نوحیان
- محمدرضا فروتن
- امیر جدیدی
- استوارت دنیسون
- حسام شجاعی
- آزاده میرزایی
- فریبا آهنگ
- نازنین صبری
- اشکان مهری
- هومن اطیابی